# Arquebusiers de Grassin

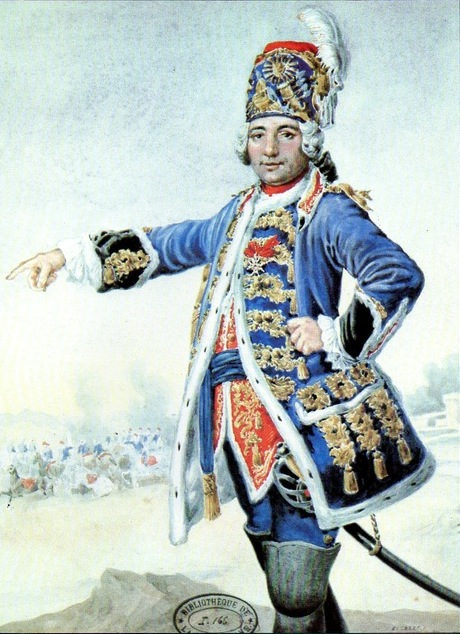
Simon Claude Grassin de Glatigny en uniforme des Arquebusiers. XVIII.

Les arquebusiers de Grassin constituent un corps de troupe français créé par l'Ordonnance royale du 1er janvier 1744. Il est levé par Simon Claude Grassin de Glatigny qui le commandera jusqu'en mai 1748. Le 1er août 1749, cette unité est supprimée et ses éléments incorporés dans les Volontaires des Flandres, régiment nouvellement créé.
L'utilisation de troupes irrégulières légères harcelant les troupes régulières françaises, en particulier par la Hongrie pendant la guerre de Succession d'Autriche,  conduisit à imaginer la levée de troupes capables de s'opposer aux houzards et autres pandours.
C'est ainsi que M. de Grassin, alors capitaine au régiment de Picardie, obtient du ministre de la guerre Marc-Pierre de Voyer de Paulmy d'Argenson l'autorisation de lever un corps de troupes légères – ce qui est confirmé par l'ordonnance de 1744 – sous le nom d'« Arquebusiers  de Grassin ».
Une particularité de cette unité est qu'elle est composée à la fois de troupes à pied et de troupes montées, comme d'autres corps similaires contemporains. « Si l'infanterie était formée de volontaires jeunes et lestes, la cavalerie se composait de vieux soldats ayant fait leurs preuves, qui n'abandonnaient jamais leurs fantassins ».
Le rôle dévolu à cette formation était donc, d'une part, de s'opposer aux troupes légères ennemies et, d'autre part, de mener contre les troupes régulières ennemies le même type de guerre de harcèlement, qualifié, à l'époque, de « petite guerre » par opposition à la « guerre réglée » des batailles rangées et des sièges.
Très souvent cités et loués dans les écrits de l'époque,, leur rôle tactique est théorisé par Maurice de Saxe dans ses études consacrés à cette forme de combat.

## Origine historique, organisation et rôle sur le champ de bataille

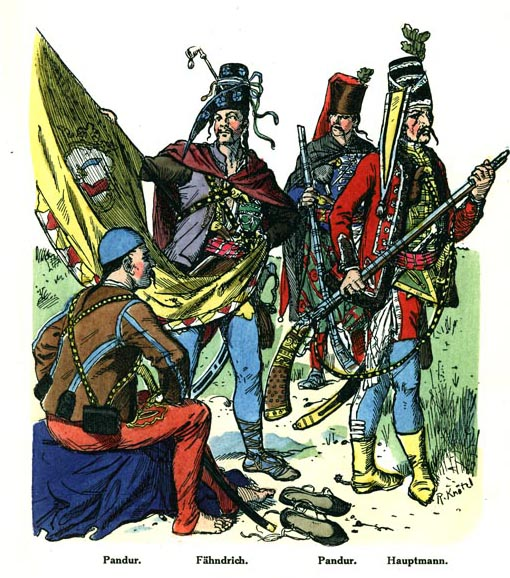
Pandoures croates de l'impératrice Marie-Thérèse d'Autriche (1742)

À sa création, à Metz,, le corps se compose de 300 cavaliers répartis en six compagnies, donnant deux escadrons, et 900 hommes répartis en neuf compagnies à pied. Pour constituer ce régiment, les compagnies franches de Bidache, Dulimont, Vandal et de Bayet, ainsi que les compagnies de dragons de Romberg et de Bidache, furent supprimées.

Cette unité est l'une des premières constituées pour se livrer spécifiquement à cette « petite guerre » – à l'instar des Chasseurs de Fischer levés en 1743 – et initiera la lignée des troupes légères jusqu'à la Révolution et au Premier Empire.
Le corps sera porté à 1 500 hommes par les ordonnances du 25 décembre 1744 et du 20 mai 1745.
Le rôle auquel cette troupe est destinée est double. En premier lieu, s'opposer aux troupes légères ennemies, en particulier celles alignées par l'armée de Marie-Thérèse d'Autriche - comme le redoutable régiment de pandours levé par Franz de Trenck -  et qui avaient particulièrement gêné l'armée française. En second lieu, porter la même gêne dans les rangs et le dispositif de bataille de l'armée ennemie, en attaquant ses lignes de communication, ses postes, son ravitaillement, etc.

## Composition des troupes

### Composition des troupes à pied

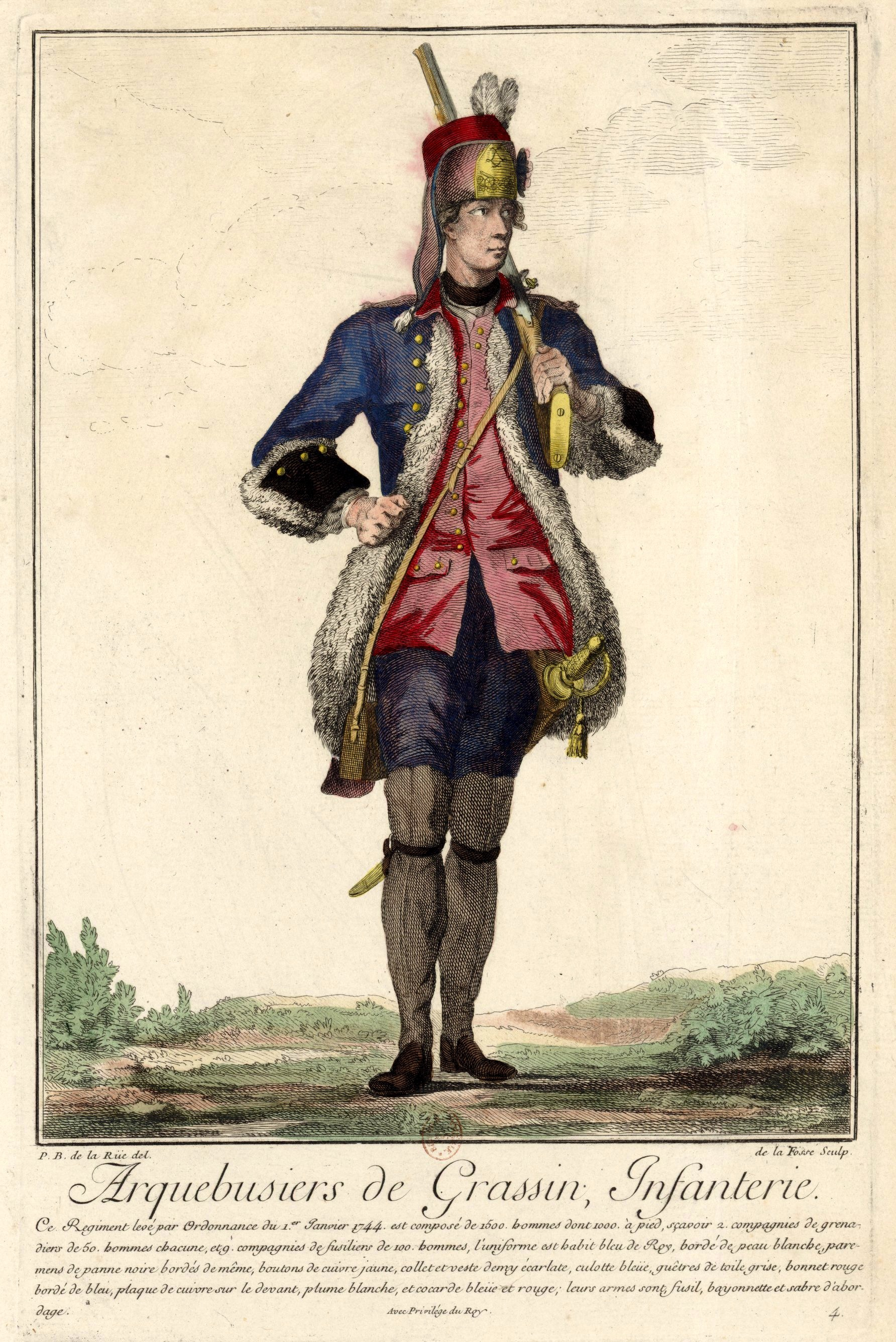
Jean-Baptiste Delafosse, Arquebusiers de Grassin, Infanterie, estampe d'après Philibert-Benoît de La Rue, XVIII.

Il y a neuf compagnies de même composition. Les deux compagnies de grenadiers apparaissent en 1745, avec l'augmentation des effectifs.
État-major de l'unité
Il se compose d'un colonel, un lieutenant-colonel, un major, trois aides-majors, un aumônier, un chirurgien.
Arquebusiers
Chaque compagnie se compose d'un capitaine, un capitaine en second, un premier lieutenant, un lieutenant en second, un lieutenant réformé, quatre sergents, un fourrier, deux cadets, un capitaine d'armes, quatre caporaux, quatre anspessades, dix grenadiers, soixante-douze arquebusiers et deux tambours.
Grenadiers
Ils apparaissent à l'origine, à raison de dix par compagnie. Ils ne sont réunis en compagnie que pour les manœuvres. Entre-temps, les grenadiers restent dans les compagnies. En 1745, ils sont groupés en deux compagnies.
Pour chaque compagnie, on trouve un capitaine, un capitaine en second, un premier-lieutenant, deux sergents, trois caporaux, trois anspessades, trente-six grenadiers et un tambour.

### Composition des troupes à cheval
Les six compagnies d'origine ont la même composition. L'augmentation des effectifs de 1745 va voir passer de six à huit le nombre de compagnies. Mais cela se traduira par le doublement de l'effectif des compagnies colonelle et lieutenant-colonelle.
- Pour la compagnie colonelle et lieutenant-colonelle :

un capitaine en premier, deux capitaines en second, un premier lieutenant, un lieutenant en second, un cornette, deux maréchaux des logis, quatre cadets, six brigadiers, quarante-six arquebusiers et un trompette.
- Pour les six autres compagnies :

un capitaine, un lieutenant, un cornette, un maréchal des logis, deux cadets, trois brigadiers, quarante-six arquebusiers et un trompette.

## Uniformes

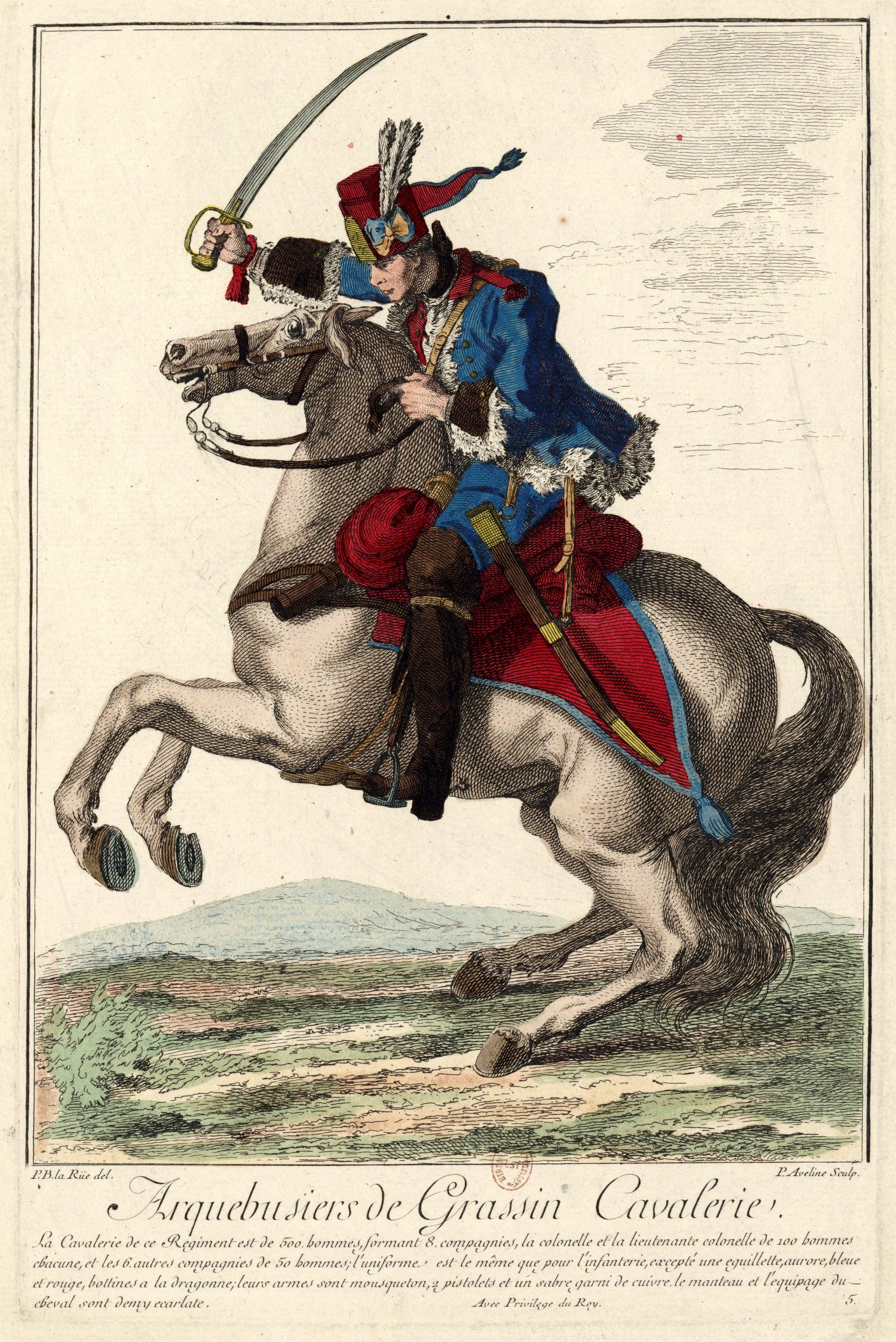
Arquebusiers de Grassin, Cavalerie. Estampe du XVIII

Les descriptions d'uniformes données ci-dessous sont basées sur l'ouvrage de François II Chéreau (1717-1755), fils de François Chéreau: Nouveau Recueil des troupes légères de France levées depuis la présente guerre, avec la date de leur création, le nombre dont chaque corps est composé, leur uniforme et leurs armes. Dessiné d'après nature sous la direction des officiers. Présenté à monseigneur le Dauphin par son très-humble et très-obéissant serviteur F. Chéreau (Paris, 1747). 

### Uniforme du fusilier
L'uniforme est un habit en drap bleu de Roy, bordé de mouton blanc, parements noirs, boutons de cuivre jaune, collet et veste garance, culotte en drap bleu, guêtres de toile grise, bonnet rouge bordé de bleu, plaque de cuivre sur le devant, plumet blanc, et cocarde bleue et rouge,.
Les soldats sont armés d'un fusil, d'une baïonnette et d'un sabre d'abordage.

### Uniforme du cavalier
Il est similaire à celui du fusilier. Bottines à la dragonne. Le manteau est rouge. Il porte aussi une aiguillette aurore, bleue et rouge.
Il est armé d'un sabre, d'un mousqueton et d'une paire de pistolets.
La chabraque (tapis de selle) est en drap rouge, galonnée de bleu. Rouge est aussi le reste de l'équipement de cheval.

### Drapeaux et étendards
Infanterie

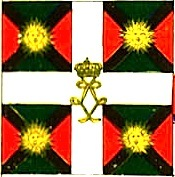
Arquebusiers de Grassin drapeau d’Infanterie.

Le drapeau d'ordonnance des compagnies à pied est illustré ci-contre
Sous l'Ancien Régime, à la fin du règne de Louis XIV, les régiments d'infanterie étaient dotés de trois drapeaux : le drapeau blanc royal - marquant symboliquement le fait que depuis ce souverain, le Roi était colonel-général de l'infanterie, le « drapeau colonel(le) » ou « drapeau de la compagnie colonelle » - agrémenté des armoiries et de la devise du colonel-propriétaire - et le drapeau d'ordonnance. Les arquebusiers de Grassin auraient apparemment été les seules troupes légères à être ainsi dotées de couleurs comme un « régiment réglé » ( troupes régulières )[réf. nécessaire]. 
Troupes montées
D'après un article des « Carnets de la Sabretache » (n° 1 de 1893, page 43), les guidons de cavalerie des Arquebusiers de Grassin sont à avers rouge portant le chiffre du roi, couronné, et à revers vert portant en son centre un soleil. Le corps possédait trois de ces guidons.

## Campagnes des arquebusiers de Grassin
Les arquebusiers de Grassin vont s'illustrer durant toute la guerre de Succession d'Autriche : ils participent activement aux grandes batailles rangées comme Fontenoy ou Raucoux et se distingueront aussi lors des sièges comme à Huy (août 1746). Ils opèreront souvent de concert avec une autre unité de troupes légères, les fusiliers de La Morlière.

### Bataille de Fontenoy

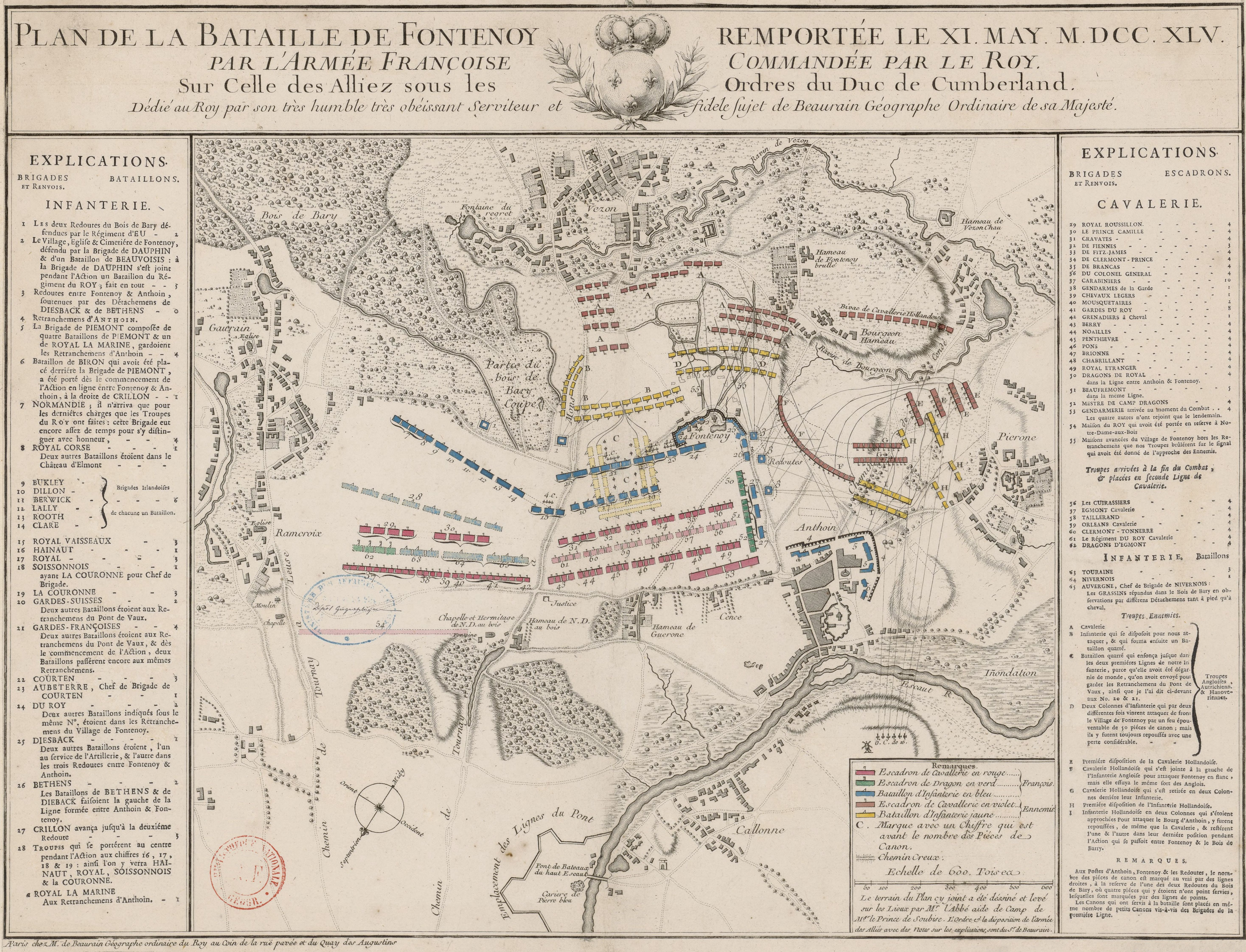
Plan de la bataille de Fontenoy remportée le 11 mai 1745. Détail de la légende du dispositif français : « Les Grassins répandus dans le bois de Bary en obſervation par Différens détachemens tant à pied qu'à cheval».

Lors de cette bataille, les « Grassins » sont postés dans le bois du Barry, sur l'aile droite des colonnes anglo-hanovriennes. Ils vont interdire à ceux-ci d'utiliser ce couvert pour menacer la ligne française. En revanche, les cavaliers, trop peu nombreux, ne furent que peu utiles. C'est pour cette raison que les effectifs du régiment seront augmentés après la campagne.
Le 12 août 1745, deux bataillons du Régiment d'Auvergne occupent, avec les Arquebusiers de Grassin, l'« abbaye d'Affelghem » (sic).

### Bataille de Mesle
- Si vous ne connaissez pas le sujet, laissez ce bandeau (vous pouvez alors contacter les auteurs).
- Si vous supprimez le contenu mis en cause (vous pouvez préalablement contacter les auteurs),

argumentez précisément cette suppression dans la page de discussion
(un manque de référence n'est pas un argument ; une recherche réelle de référence doit avoir été effectuée, être formellement documentée).
Cette bataille illustre parfaitement l'utilisation des « Grassins », telle que prévue par le maréchal de Saxe. Ils sont d'abord utilisés comme éclaireurs pour l'avant-garde de du Chayla. Ils vont se retrancher dans la « cense de Massenem », dont les alliés n'arriveront pas à les déloger,[source insuffisante]. Ils se retrouveront dépassés par l'armée ennemie.
En fin de journée, ils tomberont sur les arrières de l'armée alliée, occupée à des duels de mousquèterie avec la ligne française. Ils pillent les bagages et menacent la ligne de retraite, décidant de la retraite de l'armée alliée.

### Bataille de Raucoux

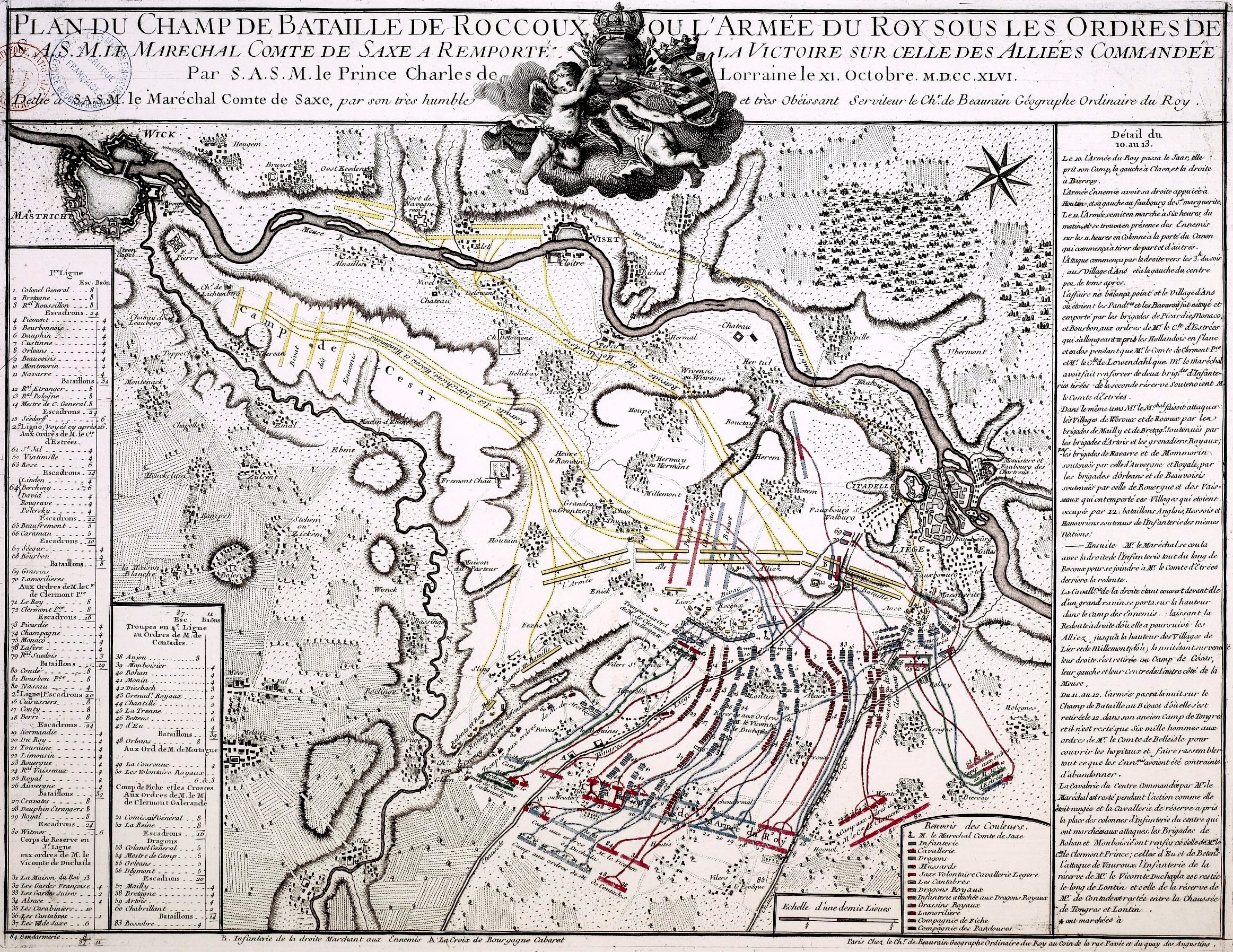
Plan du champ de bataille de Roccoux le 11 octobre 1746

Dans cette bataille, les « Grassins », associés aux fusiliers de La Morlière, sont à l'aile droite, rattachés aux troupes du comte d'Estrées. Par leur action en tirailleurs sur le flanc gauche de la ligne adverse, normalement couverte par des ravins et des chemins creux, et qu'ils débordent, ils favorisent la prise du village d'Ans, contribuant au retrait de l'aile gauche puis du gros de l'armée ennemie. Dans ces combats, les « Grassins » s'opposent à des troupes légères, pandours et croates.
En fin de journée, les « Grassins », avec les troupes légères, s'en prennent à l'artillerie hollandaise qui se retire. Ils s'emparent de vingt-deux pièces et « de plus de soixante chariots d'artillerie avec les attelages ». Ils sont aussi chargés d'attaquer et chercher à détruire des ponts sur la Meuse par lesquels l'armée ennemie est en train d'effectuer sa retraite.